# Tullio Camillotti
Tullio Camillotti (Sacile, 29 gennaio 1880 – Sacile, 21 febbraio 1958) è stato un sollevatore italiano.

## Biografia
È nato a Sacile da Pietro Camillotti, possidente, e Vitaliana Ceschelli. Camillotti prese parte alle Olimpiadi intermedie di Atene 1906, non riconosciute ufficialmente dal CIO, dove vinse la medaglia d'argento nella categoria open con alzata ad una mano, mentre si piazzò in settima posizione nella prova con alzata a due mani.
Studente di giurisprudenza, dopo la laurea lasciò l'attività agonistica. Sposò a Roma il 13 dicembre 1919 Canziani Piccinini Anastasia di Genova.